# هارتموت فينكلر
هارتموت فينكلر (بالألمانية: Hartmut Winkler)‏ هو باحث إعلامي ‏ ألماني، ولد في 18 نوفمبر 1953 في ماربورغ في ألمانيا.